# Sachsenkam (Adelsgeschlecht)

Wappen der Herren von Sachsenkam aus dem 14. Jahrhundert, heute Wappen der Gemeinde Sachsenkam

Die Herren von Sachsenkam waren ein hochmittelalterliches edelfreies bayerisches Adelsgeschlecht. Sie nannten sich nach der Burg Sachsenkam und auch ihrer Burg Grub oder nach ihrem Lehen in Klenau. Dass sie auch selbst Lehen ausgaben, weist auf eine politische Bedeutung dieser Adelsfamilie hin.

## Geschichte
Das erste historisch greifbare Familienmitglied ist Adalpero von Sachsenkam, dieser wird 1010 im Cartular des Klosters Ebersberg genannt. Adalpero von Sachsenkam und sein Sohn Heinrich treten an der ersten Stelle der Zeugenliste bei einer Schenkung des Udalschalk von Kühbach an das Kloster Tegernsee auf. Zudem war  Adalpero Vasall der Grafen von Ebersberg und tritt mehrmals als Spitzenzeuge des Grafen Eberhard auf.
Die Sachsenkamer waren Vasallen und Lehensnehmer von kirchlichen Institutionen und von drei dynastischen Geschlechtern. Zu nennen ist hierbei der Bischof von Brixen, auf den deren Besitzungen in Tirol zurückzuführen sind; dabei werden in Tirol auch allode Güter angenommen. Dann waren die Sachsenkamer Vasallen der Grafen von Kühbach. Noppo II. und dessen Sohn Eberhard nennen sich auch nach Klenau, was zu den Besitzungen der Kühbacher gehörte und später in den Besitz der Grafen von Scheyern überging. Noppo von Klenau und dessen Sohn Eberhard finden sich unter den milites des Pfalzgrafen Kuno von Rott-Vohburg.
Der letzte Spross der Familie war der 1102 verstorbene Sohn Adalperos, Bernhard von Sachsenkam. Dieser war ab 1068 Vogt des Klosters Tegernsee und übte diese Funktion bis zu seinem Tode aus; er bevogtete Gebiete westlich der Mangfall, während die gleichzeitig als Vögte für das Kloster tätigen Grafen von Weyarn die östlichen Gebiete verwalteten. Die Bindung der Sachsenkamer an dieses Kloster bestand schon seit Längerem, denn die Sachsenkamer hatten ihre Grablege in Tegernsee und übergaben mehrmals Besitzungen an das Kloster als Seelgerät. Zu nennen sind Unterzeismering, Langengeisling, Sauerlach, Thongräben, Kiens und Güter bei Bozen. Vermutlich war Bernhard auch der Vogt von Kloster Polling, was aus seiner Beziehung zum Bistum Brixen erschlossen wird.
Das Haupterbe der Sachsenkamer ging auf dem Heiratsweg über Adelheid von Weilheim an Otto I. von Dachau-Valley, ihr Bruder Bernhard von Weilheim hat die Lehen um Brixen erhalten.

## Stammliste
N.N.
- Adalpero von Sachsenkam (Adalpero de Sahsincheim), * um 1020, † 1066
- Noppo (Nordpert) I.
  - Noppo II. von Klenau
    - Eberhard von Klenau († vor 1085, gefallen während des Investiturstreits)
    - Noppo III.

  - Bernhard von Sachsenkam († 1102) ⚭ Adelheid (ultimus familiae)
  - Heinrich
  - N.N., Tochter ⚭ Gebino I. von Weilheim
    - Adelheid von Weilheim
    - Bernhard von Weilheim